# Línea 1 del Metro de París
La línea 1 del metro de París es una de las dieciséis líneas de la red de metro de París. Conecta las estaciones de La Défense y Castillo de Vincennes mediante un total de 25 estaciones, a través del centro de París. La línea sigue un eje este - oeste.
Inaugurada el 19 de julio de 1900, es la primera línea de metro de la ciudad. Está previsto que, hacia 2035, llegue hasta Val de Fontenay.

## Historia

### Cronología
- 20 de abril de 1896: el Ayuntamiento de París adopta el proyecto de Fulgence Bienvenüe para la construcción de una red de metro en la ciudad
- 30 de marzo de 1898: declaración de utilidad pública de las seis primeras líneas de metro
- 4 de octubre de 1898: inicio de las obras de la línea 1
- 19 de julio de 1900: apertura de la línea entre Puerta Maillot y Puerta de Vincennes
- 24 de marzo de 1934: extensión de la línea entre Puerta de Vincennes y Castillo de Vincennes
- 15 de noviembre de 1936: inauguración de la nueva estación Puerta Maillot
- 29 de abril de 1937: extensión de la línea entre Puerta Maillot y Puente de Neuilly
- 1 de abril de 1992: extensión de la línea entre Puente de Neuilly y La Défense
- 3 de noviembre de 2011: entrada en servicio de los primeros trenes automáticos
- 16 de febrero de 2013: automatización integral de la línea

### Creación
Tras un intenso debate de más de 40 años de duración, finalmente el 4 de octubre de 1898 se empezó a cavar el primer túnel del metro, mediante tuneladora. La técnica a cielo abierto apenas se usó en algunas estaciones y una pequeña parte del túnel. Con todo, la línea abrió al público el 19 de julio de 1900, tras cuatro días de ensayos técnico por parte de la Compagnie du chemin de fer métropolitain de Paris, que se encargaría de operar los trenes. La apertura fue discreta, dado que sólo 8 estaciones estaban en servicio entonces. El resto fueron abiertas entre el 6 de agosto y el 1 de septiembre de ese mismo año.
Dada la gran afluencia, en cinco años, los trenes pasaron de tener tres vagones a tener seis.

### Primeras extensiones
La línea permaneció casi intacta hasta marzo de 1934, cuando se prolongó hacia las afueras, concretamente hacia la comuna de Vincennes, con tres nuevas estaciones.
Tras construirse otras ampliaciones en otras líneas hacia las afueras, se realizó lo propio con la sección oeste de la línea 1, alcanzando la comuna de Neuilly-sur-Seine en 1937. Para ello, se reconstruyó la estación Porte Maillot, dado que las instalaciones para dar la vuelta a los trenes de esta estación hacían imposible su prolongación natural.

### Trenes neumáticos y creación delRER
Durante la Segunda Guerra Mundial y los años que siguieron, la línea 1 vivió un aumento de la demanda hasta el punto de saturarse, llegando hasta el 135% de su capacidad. Esto degradó las condiciones de explotación y transporte. Dado el éxito del metro de neumáticos en la línea 11, se decidió usarlo también en la línea 1 para aumentar su capacidad, pues el material sobre ruedas tiene más capacidad de aceleración y frenado, aumentando así la frecuencia de los trenes. También se decidió elevar el número de coches de los trenes de cinco a seis y la longitud de los andenes a 90 m. La línea recibió el nuevo material móvil, MP 59, entre mayo de 1963 y diciembre de 1964, sustituyendo las unidades Sprague grises.

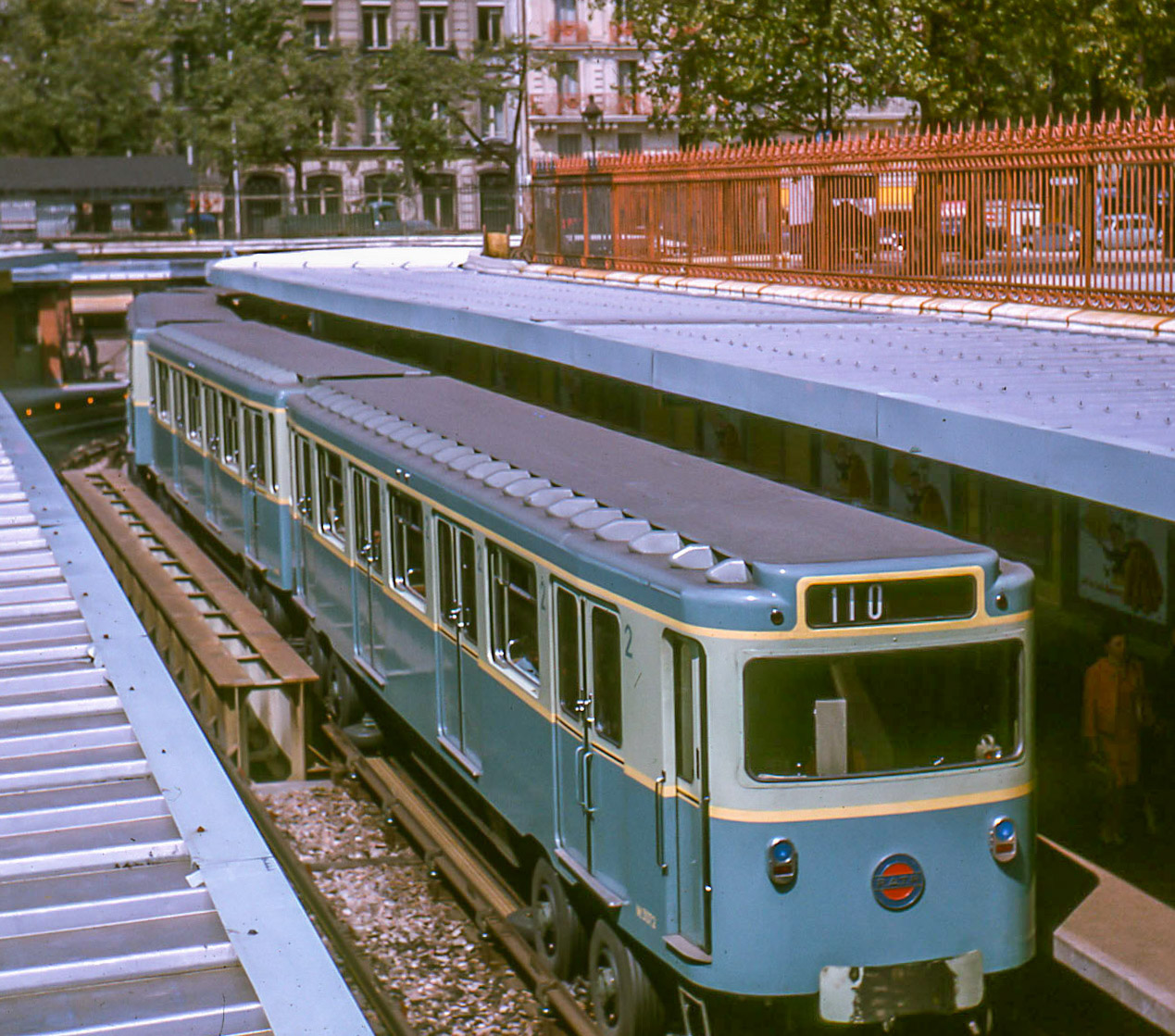
Un tren sobre neumático MP 59 en la Bastille, en 1964

Sin embargo, estas novedades no lograron descongestionar la línea suficientemente. Por ello, desde el Ayuntamiento de París se buscaron otras alternativas. Esto desembocó en la creación del Réseau Express Régional, "Red Exprés Regional", conocido simplemente como RER. La primera línea, la línea A tardó unos años en llegar, inaugurádose el 14 de diciembre de 1969. Con ella, la línea 1 rebajo su ocupación en un 25% lo que permitió aliviar su estado de saturación.

### Metro aLa Défense

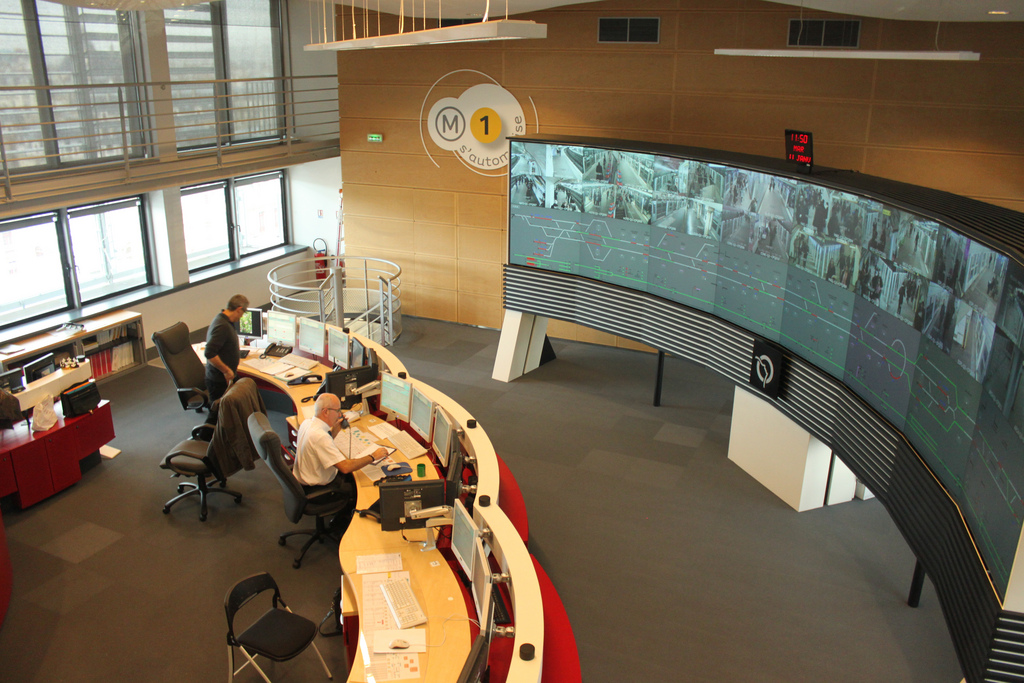
Sala de control de la línea 1

El 1 de abril de 1992, la extensión prevista desde los años 30 se llevó a término prolongando la línea 1 hasta la La Défense. Sin embargo, a diferencia del proyecto original, el río se cruzó por el puente de Neuilly, en vez de mediante un túnel subterráneo, para reducir los costes de obra. Esta modificación hizo necesaria la reconstrucción la parte posterior de la estación de Puente de Neuilly. El puente, ya existente, se ensanchó construyendo nuevos tableros sobre el río para hacer sitio para la plataforma del metro.
Existe la casualidad de que el metro de París no está dividido en zonas tarifarias, como sí lo están el RER de Isla de Francia o el Transilien. Por ello, mediante un billete de la zona 1, es posible acceder a la estación de metro de La Défense pero no a la de tren de La Défense, situadas ambas bajo el distrito financiero.

### Automatización de la línea
En 2005, la RATP decidió automatizar en su totalidad la línea, de tal forma que los trenes pudieran circular sin necesidad de un conductor a bordo. A principios de 2007, empezaron las obras para llevarlo a cabo. Fue necesario colocar pórticos en todos los andenes de la línea, así como renovar la señalización de la vía y algunos tramos de ella. Por ello, los primeros cambios fueron poco visibles, mientras que los más llamativos se produjeron al final de las obras.
A finales de 2011, un año después de lo previsto, empezaron circular los primeros trenes sin conductor. De forma transitoria, y hasta mediados del 2013, la explotación se combinó con trenes con conductor. Esto fueron desapareciendo paulatinamente hasta la completa automatización del servicio. el 16 de febrero de 2013.

## Estaciones

Recorrido geográficamente exacto de la línea 1

|  |   |  | estaciones                     | municipio                                  | correspondencia                                  |
|  | - |  | ------------------------------ | ------------------------------------------ | ------------------------------------------------ |
|  | o |  | La Défense                     | Puteaux                                    | (proyecto)                                       |
|  | o |  | Esplanade de la Défense        | Courbevoie, Puteaux                        |                                                  |
|  | o |  | Pont de Neuilly                | Neuilly-sur-Seine                          |                                                  |
|  | o |  | Les Sablons                    | Neuilly-sur-Seine                          |                                                  |
|  | o |  | Porte Maillot                  | XVI Distrito, XVII Distrito                | (2022, en proyecto) (2023, en proyecto)          |
|  | o |  | Argentine                      | XVI Distrito, XVII Distrito                |                                                  |
|  | o |  | Charles de Gaulle - Étoile     | VIII Distrito, XVI Distrito, XVII Distrito |                                                  |
|  | o |  | George V                       | VIII Distrito                              |                                                  |
|  | o |  | Franklin D. Roosevelt          | VIII Distrito                              |                                                  |
|  | o |  | Champs-Élysées - Clemenceau    | VIII Distrito                              |                                                  |
|  | o |  | Concorde                       | I Distrito, VIII Distrito                  |                                                  |
|  | o |  | Tuileries                      | I Distrito                                 |                                                  |
|  | o |  | Palais Royal - Musée du Louvre | I Distrito                                 |                                                  |
|  | o |  | Louvre - Rivoli                | I Distrito                                 |                                                  |
|  | o |  | Châtelet                       | I Distrito, IV Distrito                    |                                                  |
|  | o |  | Hôtel de Ville                 | IV Distrito                                |                                                  |
|  | o |  | Saint-Paul                     | IV Distrito                                |                                                  |
|  | o |  | Bastille                       | IV Distrito, XI Distrito, XII Distrito     |                                                  |
|  | o |  | Gare de Lyon                   | XII Distrito                               | Borgoña-Franco Condado París-Lyon grandes líneas |
|  | o |  | Reuilly - Diderot              | XII Distrito                               |                                                  |
|  | o |  | Nation                         | XI Distrito, XII Distrito                  |                                                  |
|  | o |  | Porte de Vincennes             | XII Distrito, XX Distrito                  |                                                  |
|  | o |  | Saint-Mandé                    | Saint-Mandé                                |                                                  |
|  | o |  | Bérault                        | Saint-Mandé, Vincennes                     |                                                  |
|  | o |  | Château de Vincennes           | XII Distrito, Vincennes                    |                                                  |

### Cambios de denominación
Varias estaciones de la línea 1 han visto sus nombres modificados en algunas ocasiones: 
- 1920: Alma pasó a llamarse Jorge V
- 1931: Campos Elíseos pasó a llamarse Campos Elíseos–Clemenceau
- 1931: Reuilly pasó a llamarse Reuilly–Diderot
- 1937: Tourelle pasó a llamarse Saint-Mandé–Tourelle para posteriormente ser Saint-Mandé simplemente en el año 2002
- 1942: Marbœuf pasó a llamarse Marbeuf–Glorieta de los Campos Elíseos y, tras la Segunda Guerra Mundial, cambiar radicalmente su nombre a Franklin D. Roosevelt, en honor del político
- 1948: Obligado pasó a llamarse Argentina
- 1970: Étoile pasó a llamarse Charles-de-Gaulle–Étoile
- 1989: Louvre pasó a llamarse Louvre–Rivoli
- 1989: Palacio Real pasó a llamarse Palacio Real-Museo del Louvre
- 1997: Gran Arco de la Défense pasó a llamarse La Défense

### Estaciones peculiares
Al ser la línea más antigua, y también la más transitada, es lógico que algunas de sus estaciones estén especialmente decoradas:

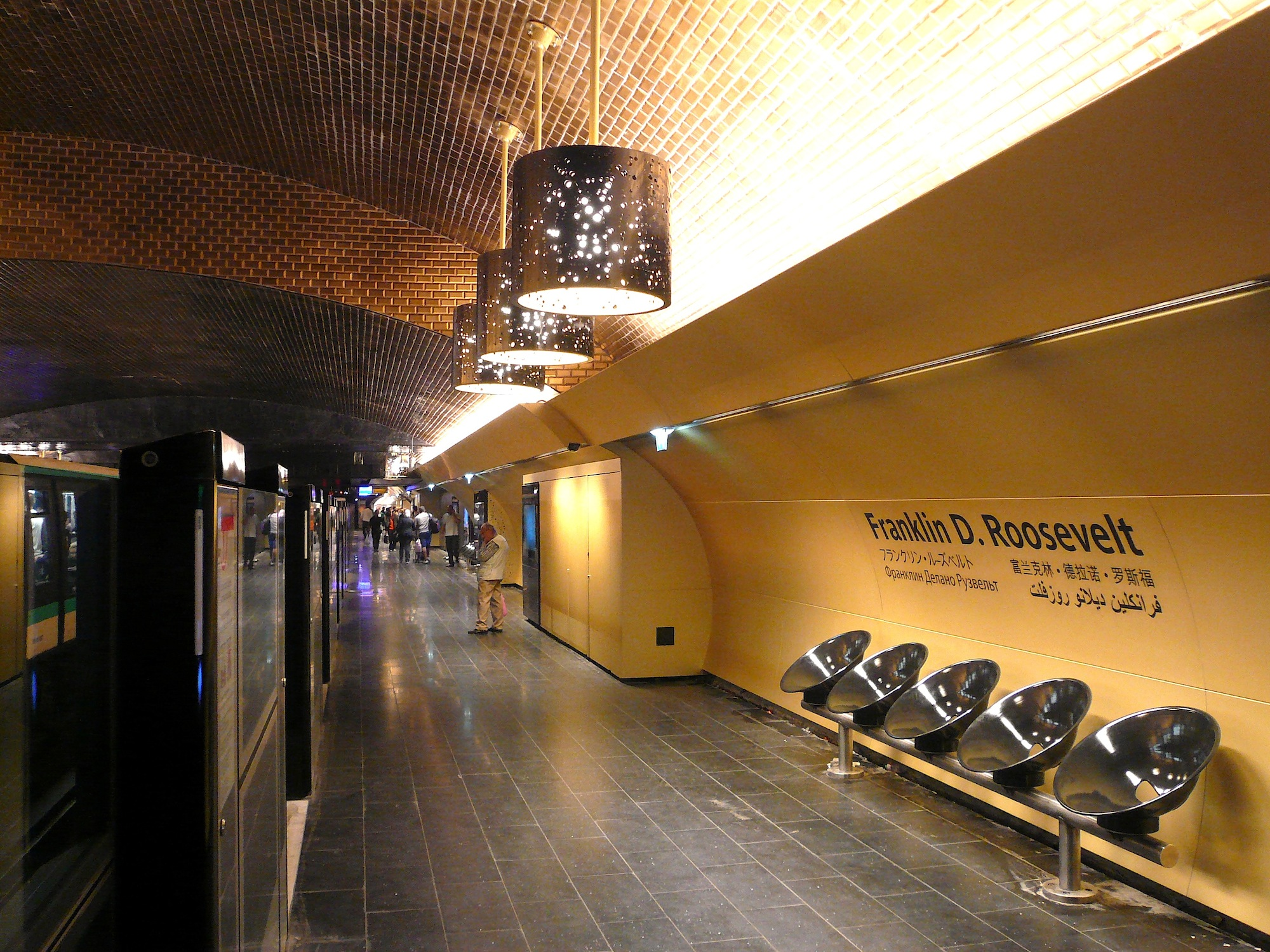
Nueva decoración de la estación Franklin D. Roosevelt

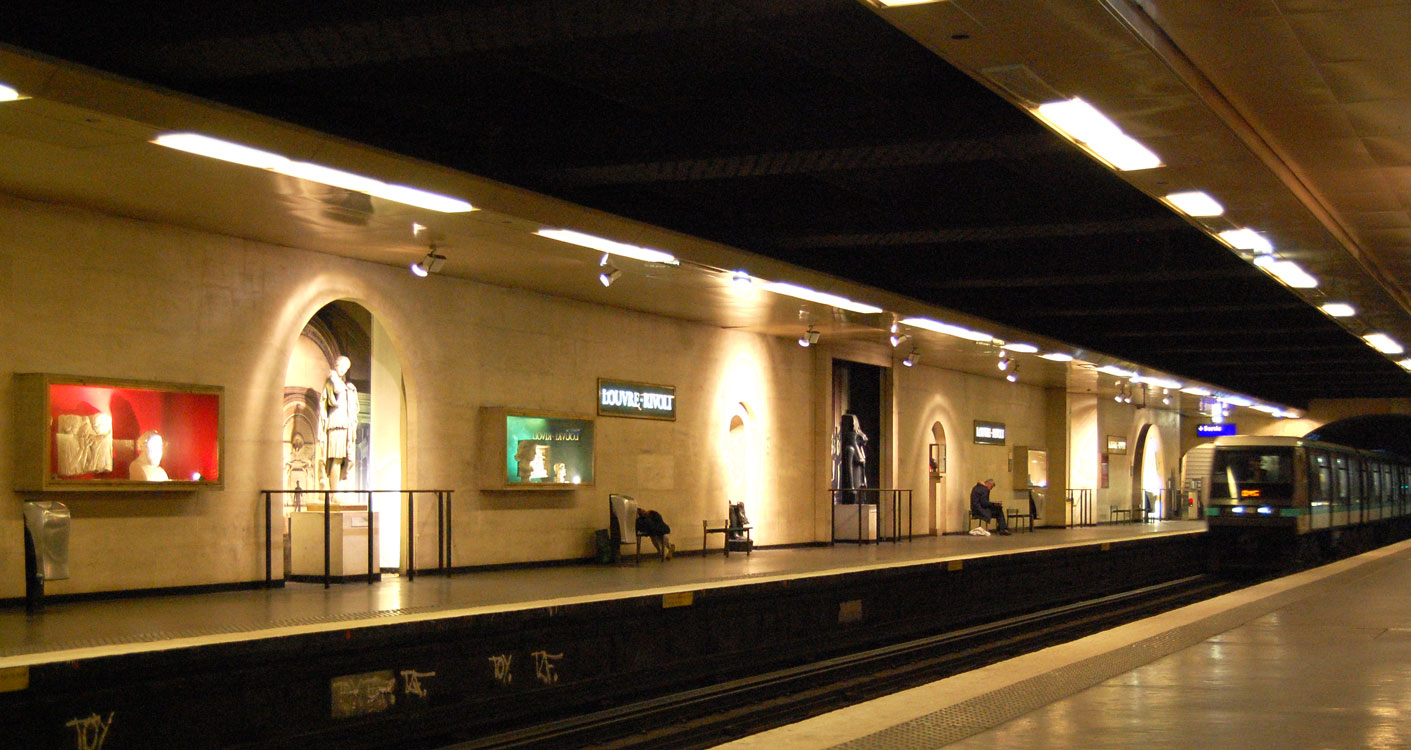
Louvre–Rivoli con la decoración del Museo del Louvre

- Argentina acoge una exposición dedicada a Argentina desde el 15 de junio de 2011. Ésta fue oficialmente inaugurada por el ministro argentino de Turismo[10]
- Bastille posee una colección de cinco frescos de Odile Jacquot y de Liliane Belembert, que evocan la Revolución Francesa y la narran brevemente. Asimismo, la estación está en curva, sobre el Canal Saint-Martin
- Campos Elíseos - Clemenceau está decorada como el Palacio del Descubrimiento, al que da servicio. Hay escaparates con piezas del museo y exposiciones científicas desde 2005, cuando se renovó la estación.

- Franklin D. Roosevelt fue la primera estación de la red en ser rediseñada, alejándola drásticamente del esquema de los mosaicos blancos típicos del metro parisino. La idea de base consistía en revestir las estaciones con diversos materiales, para dar un toque de originalidad a las estaciones, diferenciándolas así las unas de las otras. En Franklin D. Roosevelt el estilo fue llevado aún más allá usando una técnica de manipulación del vidrio llamada gemmail, dando lugar a auténticas vidrieras modernas. Esto ocurrió el 2 de marzo de 1957, manteniéndose este aspecto hasta finales de 2007 cuando, aprovechando las obras de automatización de la línea, se decidió volver a modificar su aspecto. El nuevo diseño, estrenado en 2011, se basa en tonos de color champán y baldosas negras. Incluye también elementos modernos como pantallas táctiles que muestran mapas de la red, mapas del barrio y una herramienta para buscar itinerarios. Otras pantallas muestran mensajes publicitarios y programas culturales

- Hôtel de Ville está decorada con los colores de la ciudad de París (azul y rojo) y decorada con un mosaico que cuenta la historia del edificio, así como de la plaza. También se encuentran algunos paneles con datos curiosos sobre la plaza

- Louvre - Rivoli fue transformada en una "ampliación" del Museo del Louvre en 1968. Para ello, las paredes de la estación se cubrieron del mismo material que las del museo y se añadieron vitrinas con esculturas y otras obras de arte del museo
- Puerta de Vincennes acoge una obra de arte contemporáneo: Call & Response, de Langlands and Bell

- Tullerías fue decorada para celebrar los 100 años del metro. Las paredes están pintadas con menciones a la historia del metro que van de década en década

Además, algunas estaciones que datan de 1900 tienen la peculiaridad de haber sido prolongadas mediante criptas cuyos techos reposan sobre pilares muy juntos. Sus andenes fueron ampliados en los años 60 para acoger las nuevas unidades MP 59 de seis coches en vez de cinco.

### Enlaces

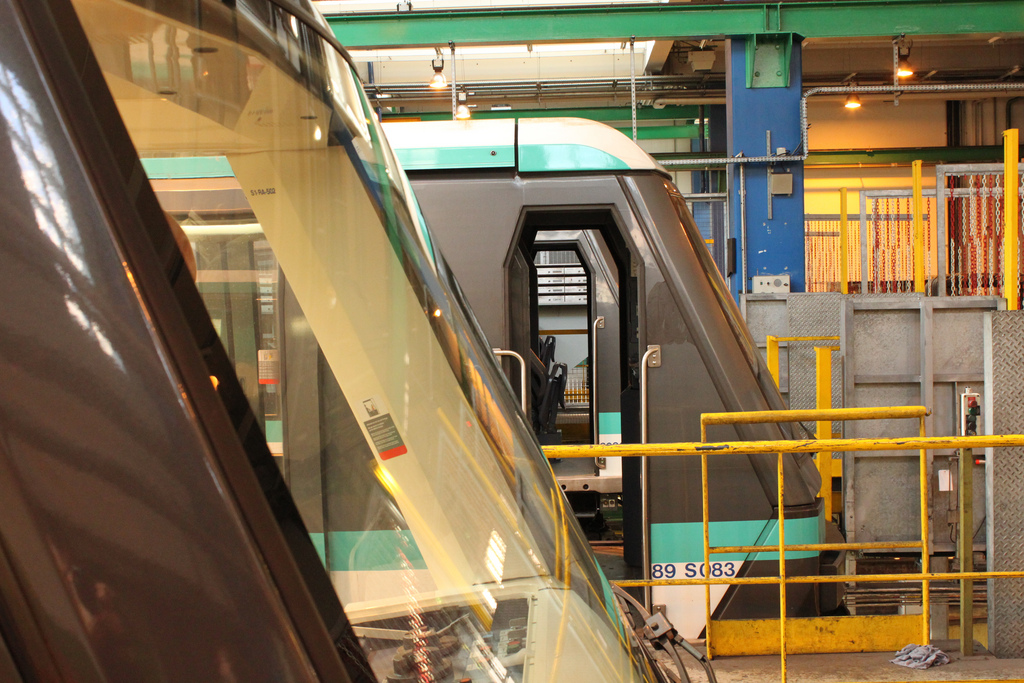
Trenes MP 89 y MP 05 en los talleres de Fontenay-sous-Bois

Las vías de la línea 1 están conectadas a las de las líneas:
- entre las estaciones de Argentine y Charles de Gaulle - Étoile (actualmente abandonado) y entre las estaciones de Nación y Puerta de Vincennes (también abandonado)
- entre las estaciones de Gare de Lyon y Reuilly - Diderot (actualmente se utiliza como garage o centro de entrenamiento)
- entre las estaciones de Charles de Gaulle - Étoile y Jorge V y entre las estaciones de Nación y Puerta de Vincennes (actualmente abandonado)
- entre las estaciones de Campos-Elíseos - Clemenceau y Concordia

### Talleres
Inicialmente, los trenes de la línea 1 se correspondían con los talleres de Charonne, compartidos con la línea 2. A ellos se accede entre las estaciones de Puerta de Vincennes y Nación.
En 1934, la línea 1 se prolonga, construyéndose además nuevos talleres en Fontenay-sous-Bois, sustituyendo a los de Charonne. Estos fueron modernizados después en 1960 para la llegada de nuevos trenes y reconstruidos en 1990 para adaptarse a los trenes MP 89.

## Explotación
Los trenes tardan alrededor de 35 minutos en completar todo el recorrido. Normalmente, el intervalo de paso entre cada tren es de dos minutos a cuatro minutos durante el día, alcanzando los cinco a ocho durante la noche. En general, el primer tren sale alrededor de las 5:30 y el último sale a las 0:40, salvo los viernes y sábados que se retrasa una hora.
Al estacionarse los trenes en las estaciones durante la noche, el primer servicio implica que varios trenes comiencen su recorrido a medias, concretamente desde las estaciones de Porte Maillot y Gare de Lyon.
| Estaciones                 | Tiempo | Tiempo | Tiempo |
| -------------------------- | ------ | ------ | ------ |
| La Défense                 | 8 min  | 19 min | 36 min |
| Charles de Gaulle - Étoile | 8 min  | 19 min | 36 min |
| 11 min                     |        | 19 min | 36 min |
| Châtelet                   |        | 19 min | 36 min |
| 10 min                     | 17 min |        | 36 min |
| 10 min                     | 17 min | Nation | 36 min |
| 7 min                      | 17 min |        | 36 min |
| Château de Vincennes       | 17 min |        | 36 min |

### Material
Los primeros trenes de la línea fueron los M1, recubiertos de madera. Tras el accidente en Couronnes, fueron sustituidas por otros materiales más resistentes, con las ramas Sprague-Thomson. En 1963, entraron en servicio los trenes MP 59, con neumáticos en vez de raíles. De esta forma, la aceleración y el frenado eran más potentes. Ya en marzo de 1997, entraron en servicio los primeros trenes MP 89, permitiendo una mejor distribución de los pasajeros al no haber separaciones entre vagones.
Al automatizarse la línea 1, todos los trenes con conductor fueron sustituidos por los nuevos MP 05.

### Tarificación
La línea se encuentra igualmente tarificada que el resto de la red de metro. Se encuentra entre las zonas 1 y 3 establecidas por Île-de-France Mobilités.

### Tráfico
El número de pasajeros de esta línea siempre ha sido muy importante. Después de la Segunda Guerra Mundial, la línea estaba al borde de la saturación. Tras las medidas adoptadas, como la construcción de la línea A del RER, la situación mejoró, aunque después ha vuelto a aumentar.
| Año       | 1992  | 1993  | 1994  | 1995  | 1996  | 1997  | 1998  | 1999  | 2000  | 2001  | 2002  | 2003  | 2004  | 2009  | 2010 | 2017  |
| Pasajeros | 132,9 | 136,1 | 137,5 | 120,6 | 133,2 | 134,1 | 139,6 | 144,4 | 153,8 | 157,1 | 154,6 | 152,0 | 161,6 | 172,4 | 207  | 181,2 |

## Futuro

### Extensión de la línea

#### Extensión este
Según el plan de desarrollo urbanístico SDRIF de la región Île-de-France, la línea 1 debería ser prolongada hasta la rotonda de Rigollots, en Fontenay-sous-Bois, usando un tramo de vías ya existente entre Château de Vincennes y los talleres de mantenimiento de la RATP en Fontenay-sous-Bois, para luego seguir su recorrido hacia Val de Fontenay. En junio de 2006, los alcaldes de Vincennes , Fontenay-sous-Bois y Roissy-en-France decidieron financiar un estudio de viabilidad técnica y financiera realizado por la RATP. Este estudio, publicado en noviembre de 2006, concluye con la viabilidad técnica y del proyecto y su rentabilidad.
El problema de la prolongación fue en cuanto a su trazado. En 2015, había dos posibilidades entre las estaciones de Les Rigollots y Val de Fontenay: pasar por Grands Pêchers o por Verdun. Finalmente, se adoptó el primer trazado, por la estación Grand Pêchers.
|  |   |  | Estación             | Municipio          | Correspondencia |  |
|  | - |  | -------------------- | ------------------ | --------------- |  |
|  | ■ |  | Château de Vincennes | Vincennes          |                 |  |
|  | • |  | Les Rigollots        | Vincennes          |                 |  |
|  | • |  | Grands Pêchers       | Montreuil          |                 |  |
|  | • |  | Val de Fontenay      | Fontenay-sous-Bois |                 |  |

#### Extensión oeste
El proyecto desvelado por la región en febrero de 2006 prevé una prolongación desde La Défense hasta Nanterre–La Folie entre los años 2014 y 2030. Se estudia también la posibilidad de llevar la línea hasta la place de la Boule, en Nanterre, pasando bajo la N-13 o por la prefectura o hacia Jean Rostand–Ville d'Avray por la rue de Siant-Cloud.
De todos modos, este proyecto ya ha dejado de aparecer en los planes directores de la RATP, por lo que es más probable dejar la prolongación en manos de la ampliación de la línea E del RER y la línea 15 del metro, ambas conectando las dos estaciones.

## Turismo
La línea 1 de metro da servicio a varios enclaves turísticos de París:

| Estación                       | Lugares cercanos              |
| ------------------------------ | ----------------------------- |
| La Défense                     | Arco de la Défense            |
| Charles de Gaulle - Étoile     | Arco de Triunfo               |
| Charles de Gaulle - Étoile     | Avenida de los Campos Elíseos |
| George V                       |                               |
| Franklin D. Roosevelt          |                               |
| Champs-Élysées - Clemenceau    |                               |
| Concorde                       | Plaza de la Concordia         |
| Tuileries                      | Palacio de las Tullerías      |
| Palais Royal - Musée du Louvre | Museo del Louvre              |
| Louvre - Rivoli                | Museo del Louvre              |
| Hôtel de Ville                 | Ayuntamiento de París         |
| Saint-Paul                     | Le Marais                     |
| Bastille                       | La Bastilla                   |
| Gare de Lyon                   | Estación de Lyon              |
| Château de Vincennes           | Castillo de Vincennes         |

### Enlaces
1. ↑  «Wikiwix's cache». archive.wikiwix.com. Consultado el 19 de marzo de 2020.
2. ↑  Tricoire, Jean. Un siècle de métro en 14 lignes (en francés).
3. ↑  Sirand-Pugnet, Bernard. De la Grand-mère à Météor, 45 ans d'évolution de la technologie des voies au métro de Paris (en francés).
4. ↑  Bordas, Claude. De Saint-Germain-en-Laye à Marne-la-Vallée (en francés).
5. ↑  «Wikiwix's cache». archive.wikiwix.com. Archivado desde el original el 23 de febrero de 2011. Consultado el 19 de marzo de 2020.
6. ↑  Siemens. «Automatisme intégral». Archivado desde el original el 22 de febrero de 2014. Consultado el 9 de febrero de 2014.
7. ↑  Le Figaro. «La ligne 1 du métro parisien se met en pilotage automatique». Consultado el 9 de febrero de 2014.
8. ↑  Le Parisien. «Paris : la ligne 1 du métro le soir, c'est 100% automatique». Consultado el 9 de febrero de 2014.
9. ↑  «Wikiwix's cache». archive.wikiwix.com. Consultado el 19 de marzo de 2020.
10. ↑  à 07h00, Le 16 juin 2011 (16 de junio de 2011). «La station Argentine fait peau neuve». leparisien.fr (en fr-FR). Consultado el 19 de marzo de 2020.
11. ↑  «Wikiwix's cache». archive.wikiwix.com. Archivado desde el original el 13 de febrero de 2023. Consultado el 19 de marzo de 2020.
12. ↑  «Ligne 14 : 85 secondes, une première mondiale ? - transportparis - Le webmagazine des transports parisiens». transportparis.canalblog.com (en francés). 11 de junio de 2014. Consultado el 18 de marzo de 2020.
13. ↑  STIF. «Modernisation du métro». 8 de febrero de 2012.
14. ↑  «Les transports en commun e chiffres en Île-de-France». 2005. Archivado desde el original el 24 de diciembre de 2013.
15. 1 2  SDIF. «Schéma Directeur». Consultado el 10 de febrero de 2014.
16. ↑  à 05h58, Par Jila VaroquierLe 20 octobre 2016 (20 de octubre de 2016). «La Ligne 1 passera par Montreuil et Fontenay». leparisien.fr (en fr-FR). Consultado el 19 de marzo de 2020.
17. ↑  «Wikiwix's cache». archive.wikiwix.com. Consultado el 19 de marzo de 2020.